# Родионов, Иван Александрович (Герой Социалистического Труда)
Иван Александрович Родионов (1907—1985) — начальник Тульского отделения Московско-Курско-Донбасской железной дороги, Герой Социалистического Труда.

## Биография
Родился 15 июля 1907 года в городе Курске в семье потомственного железнодорожника. По национальности русский. Детство И. А. Родионова прошло в городе Орле, где работал его отец. В общеобразовательной школе он не доучился, к 19 годам окончил теоретический курс железнодорожной профессиональной школы. В 1926 году он уже работал конторщиком по станции Скуратово, а через год стал дежурным по станции. Затем окончил диспетчерские курсы в Москве.
С 1930 года был участковым диспетчером на станции Орёл. Проявив инициативу, И. А Родионов частично вынес работу диспетчера вне рабочего кабинета непосредственно на железнодорожные станции. Если требовалось, выезжал на линию, выяснял причины задержки поездов и тут же устранял их, изучал техническую оснащенность участков и станций, кадровый потенциал. Разработал свой метод контроля за составами, после отправления поезда он последовательно связывался с дежурными трех станций, через которые должен проследовать состав, и, выяснив все подробности, пропускал поезд с ходу. За инициативу в развитии кривоносовского движения награждён орденом Трудового Красного Знамени. Вскоре был назначен старшим диспетчером, затем заместителем начальника, и позднее начальником Орловского отделения.
В 1937 году поступил во Всесоюзную академию железнодорожного транспорта, после её закрытия учился в Московском институте инженеров транспорта. Диплом инженера путей сообщения по эксплуатации железных дорог получил перед началом Великой Отечественной войны.
В трудные военные годы И. А. Родионов работал начальником тульского военно-эксплуатационного отделения (ВЭО-14) железной дороги, которое занималось эвакуацией промышленных предприятий и восстанавливало разрушенные объекты железнодорожного транспорта. Во время одной из бомбежек узловой станции Готня был тяжело контужен и надолго оказался в госпитале. Ратный труд железнодорожника был отмечен тремя орденами.
Первые послевоенные годы был на ответственной работе начальником транспортного управления в Союзной контрольной комиссии в Венгрии, а в 1948 году вновь на два года стал слушателем Транспортной академии.
В августе 1950 года Родинов И. А. назначен начальником Тульского отделения Московско-Курско-Донбасской железной дороги. Начались напряженные будни, за сутки по Тульскому отделению проходили сотни тысяч тонн народно-хозяйственных грузов, и их объем все возрастал. Возникла острая необходимость в путевом развитии станций и перегонов. За построенный по личной инициативе Родионова второй путь от станции Тула-3 до станции Узловая он был награждён орденом «Знак почета». По его инициативе было организовано масштабное жилищное строительство железнодорожников, построено новое здание стационарного корпуса отделенческой больницы, отреставрирован Дворец культуры железнодорожников. За короткое время Тульское отделение дороги вышло на передовые рубежи.
Указом Президиума Верховного Совета СССР от 1 августа 1959 года за выдающиеся успехи, достигнутые в развитии железнодорожного транспорта Родионову Ивану Александровичу присвоено звание Героя Социалистического Труда с вручением ордена Ленина и Золотой медали «Серп и молот».
В то время Родионову присвоили персональное звание генерал-директора движения III ранга. Контузия, многолетние эмоциональные и физические перегрузки не прошли бесследно. В начале 1960-х годов Родионов тяжело заболел и вышел на пенсию. Жил в Туле. Скончался в конце октября 1985 года.

## Награды
Награждён орденом Ленина, двумя орденами Трудового Красного Знамени, орденом Отечественной войны 2-й степени, двумя орденами Красной Звезды, двумя орденами «Знак Почета», медалями.

## Память
В Туле, на доме где жил Иван Александрович Родионов, и на здании отделения по инициативе ветеранов-железнодорожников открыты мемориальные доски. В границах Бологовского узла бывшая платформа 318 км на главном ходу ОЖД получила название «Родионовская» (на Яндекс.Картах используется вариант «Иван Родионов»).